# Districtul Neustadt an der Waldnaab
Districtul Neustadt an der Waldnaab este un district rural (germană: Landkreis) din regiunea administrativă Palatinatul Superior, landul Bavaria, Germania.

## Orașe și comune
| orașe 1. Eschenbach i.d.OPf. (4.002) 2. Grafenwöhr (6.797) 3. Neustadt a.d.Waldnaab (6.120) 4. Neustadt am Kulm (1.329) 5. Pleystein (2.701) 6. Pressath (4.664) 7. Vohenstrauß (7.751) 8. Windischeschenbach (5.597) comune (târg) 1. Eslarn (3.086) 2. Floß (3.603) 3. Kirchenthumbach (3.363) 4. Kohlberg (1.251) 5. Leuchtenberg (1.320) 6. Luhe-Wildenau (3.471) 7. Mantel (2.993) 8. Moosbach (2.549) 9. Parkstein (2.330) 10. Tännesberg (1.565) 11. Waidhaus (2.479) 12. Waldthurn (2.182) | comune 1. Altenstadt a.d.Waldnaab (5.055) 2. Bechtsrieth (1.059) 3. Etzenricht (1.701) 4. Flossenbürg (1.747) 5. Georgenberg (1.462) 6. Irchenrieth (1.130) 7. Kirchendemenreuth (929) 8. Pirk (1.937) 9. Püchersreuth (1.664) 10. Schirmitz (2.123) 11. Schlammersdorf (905) 12. Schwarzenbach (1.129) 13. Speinshart (1.174) 14. Störnstein (1.490) 15. Theisseil (1.249) 16. Trabitz (1.389) 17. Vorbach (1.047) 18. Weiherhammer (4.021) |